# Suaeda spicata
Suaeda spicata é uma espécie de planta com flor pertencente à família Chenopodiaceae. 
A autoridade científica da espécie é (Willd.) Moq., tendo sido publicada em Annales des Sciences Naturelles (Paris) 23: 317. 1831.

## Portugal
Trata-se de uma espécie presente no território português, nomeadamente em Portugal Continental.
Em termos de naturalidade é nativa da região atrás indicada.

## Protecção
Não se encontra protegida por legislação portuguesa ou da Comunidade Europeia.